# Amara jezik
Amara jezik (bibling, longa; ISO 639-3: aie), jedini i istoimeni jezik podskupine amara, šire skupine vitiaz, kojim govori 1 170 ljudi (2000 D. Tryon) u Papua novogvinejskoj provinciji West New Britain.
Srodan je jezicima mouk-aria [mwh] i lamogai [lmg]. U upotrebi su i bariai [bch] ili tok pisin [tpi].

## Vanjske poveznice
- Ethnologue (14th)
- Ethnologue (15th)